# 吉見藩
吉見藩（よしみはん）は、明治維新期のごく短期間、和泉国日根郡吉見村（現在の大阪府泉南郡田尻町吉見）に藩庁を置いた藩。明治3年（1870年）4月、近江三上藩が当地に藩庁を移して成立したが、翌明治4年（1871年）年7月に廃藩置県が行われたため、1年3か月で消滅した。

## 歴史
吉見村は天保6年（1835年）に三上藩遠藤家領になった。幕末時点で三上藩の知行地は、近江国に4227石、和泉国に5173石が分布していた。三上藩は定府の大名で、藩士はみな江戸に在住し、知行地のある近江国三上・和泉国吉見には小規模な陣屋を設けて「吏胥」のみを配置していた。
幕末の藩主遠藤胤城は、江戸幕府において奏者番を務めた。戊辰戦争の過程で、胤城は新政府に恭順しなかったため、慶応4年（1868年）1月には三上陣屋を接収され、近江の知行所は水口藩に預けられた（のち大津裁判所が管理する）。同年5月29日、罪を許されて領地を戻された。
版籍奉還により、藩主であった遠藤胤城は知藩事となり、藩は管轄地の行政を担うことになった。しかし近江国三上は山地に囲まれて海路が遠く、士卒の長屋を建設するのが不便であり、一方で和泉国の管轄地は近江国の管轄地よりわずかながら石高が大きく、海にも近く長屋建設にも便利であるとの理由で、明治3年（1870年）4月12日付けで近江国三上から和泉国吉見への治所移転と「吉見藩」への改称、東京藩邸在住の藩士の移住を申し出た。
明治3年（1870年）4月14日、三上藩の要望は認められ、藩庁が三上から吉見に移転して、吉見藩が成立した。
和泉国内の管轄地は、北は田尻川、南は現在の春日神社境内、西は旧加太街道に至る土地で、草高は1万2000石。春日神社境内に知藩事邸や藩士の住居が設けられたという。大手門は現在の田尻町立小学校の敷地にあった。
明治4年（1871年）7月14日の廃藩置県により廃藩となり、吉見県が置かれるが、同年11月22日に吉見県も廃止されて堺県に編入された。

## 歴代藩知事
遠藤家
旧譜代格、1万4500石。
1. 胤城

## 廃藩時点の領地
- 和泉国

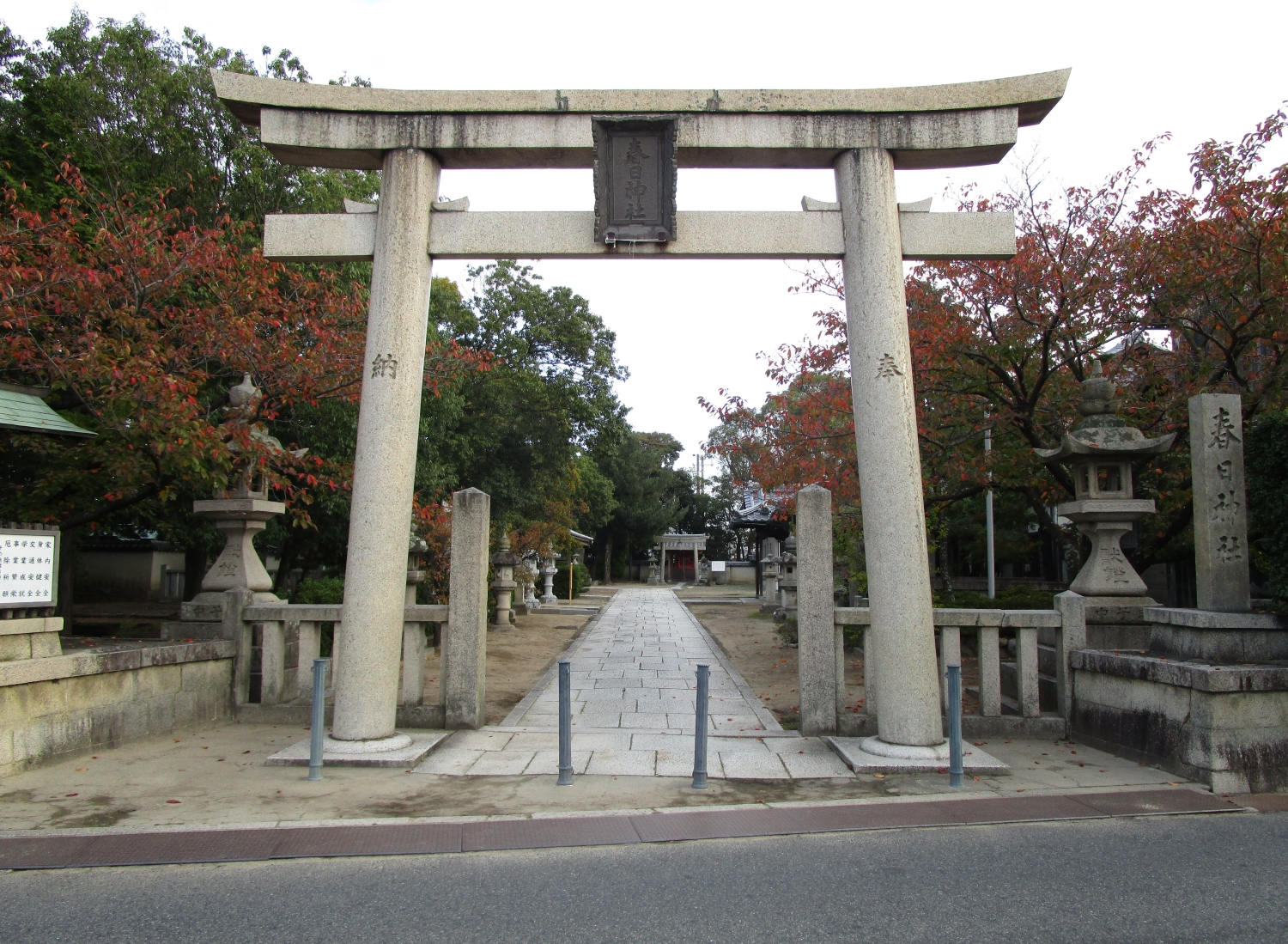
境内に藩庁が置かれた春日神社

  - 和泉郡のうち - 8村（うち1村を堺県に先行して編入）
  - 日根郡のうち - 4村
- 近江国
  - 栗太郡のうち - 3村
  - 野洲郡のうち - 2村
  - 甲賀郡のうち - 3村

明治維新後に、和泉郡2村（旧幕府領）、日根郡2村（旧土浦藩領）が加わった。
三上陣屋（現在の野洲市三上）は吉見藩三上出張所となった

## 文化・人物
吉見藩には「仮学校」が設けられていた。藩では『智嚢補』（中国の賢人・名士の智謀を採録した、馮夢龍編纂の説話集）の一部を出版しており、「仮学校」で教育に用いられていた可能性がある。
旧藩士・水谷竹太郎は江戸藩邸で生まれて漢学を学び、東京で廃藩置県を迎えた人物であるが、廃藩置県後に旧藩地である吉見に赴き、日根郡会議員などを務めた後、田尻村長（初代・第4代）を務めた。